# Jasenica (Považská Bystrica)
Jasenica je naseljeno mjesto u okrugu Považská Bystrica u Trenčínskom kraju u Slovačkoj.

## Stanovništvo
| Godina:     | 1993. | 2003.   | 2013.    | 2023.    |
| ----------- | ----- | ------- | -------- | -------- |
| Broj ljudi: | 948   | 961     | 1067     | 1238     |
| Razlika:    |       | +1,37 % | +11,03 % | +16,02 % |

| Godina:     | 2022. | 2023.   |
| ----------- | ----- | ------- |
| Broj ljudi: | 1234  | 1238    |
| Razlika:    |       | +0,32 % |

Prema podatcima o broju stanovnika iz 2023. godine naselje je imalo 1238 stanovnika.

## Vanjske poveznice
|  | Zajednički poslužitelj ima još gradiva o temi Jasenica (Považská Bystrica) |

- Službena stranica naselja (sl.)